# 743

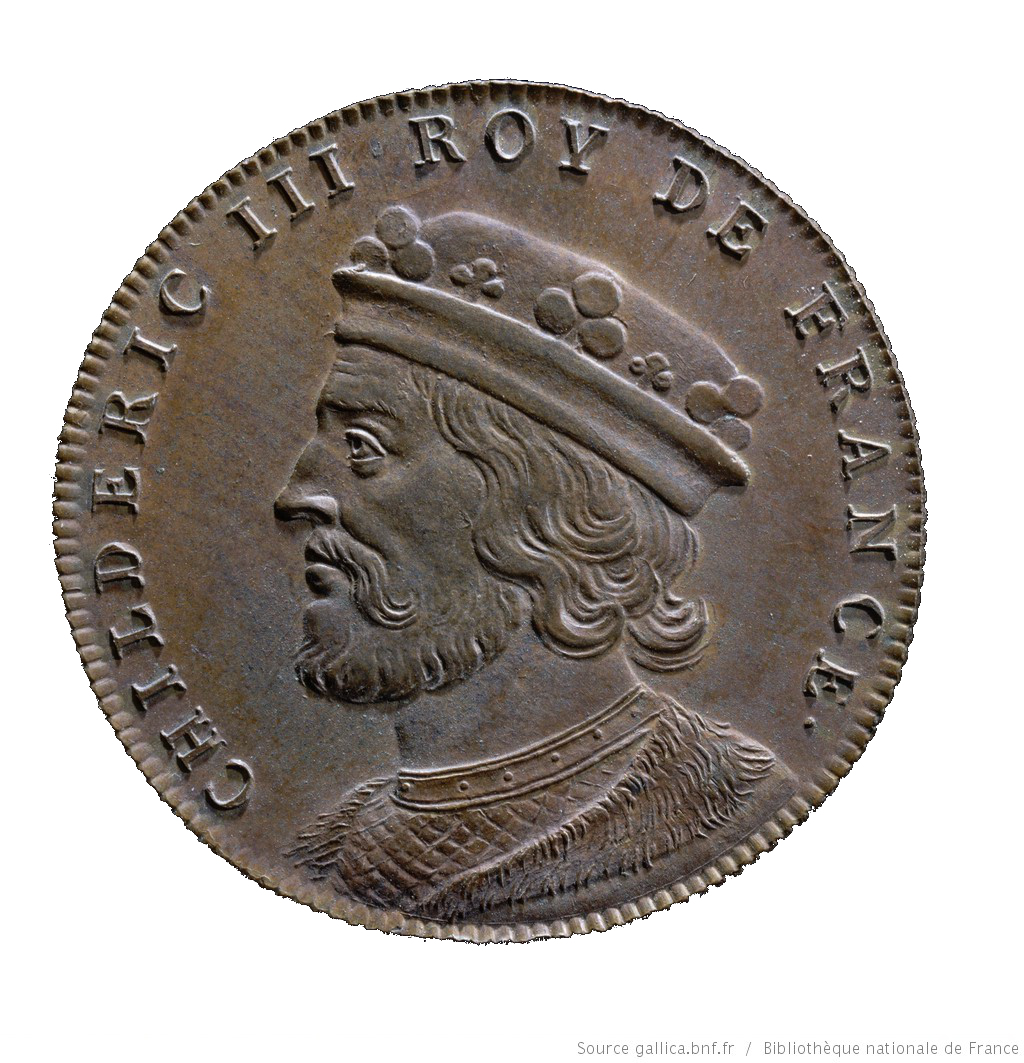
Koning Childerik III (743 - 751)

Het jaar 743 is het 43e jaar in de 8e eeuw volgens de christelijke jaartelling.

## Gebeurtenissen

### Byzantijnse Rijk
- Keizer Constantijn V verslaat zijn zwager Artabasdos bij Sardis en weet na een belegering van 3 maanden Constantinopel terug te veroveren. Hij herstelt het Byzantijnse gezag in Anatolië (huidige Turkije) en hervat zijn politiek tegen het iconoclasme. Artabasdos en zijn zoons worden na een openbare vernedering in het Hippodroom blind gemaakt. Vervolgens wordt hij verbannen naar het klooster Chora.

### Brittannië
- Koning Æthelbald van Mercia en Cuthred van Wessex voeren een veldtocht tegen de koninkrijken Gwynedd en Powys (huidige Wales).

### Europa
- Karloman en Pepijn de Korte halen de Merovingische troonpretendent Childerik III uit het klooster en installeren hem na een interregnum van 7 jaar als koning van het Frankische Rijk. Vermoedelijk als politieke zet tegen de hertogen van Allemannië, Aquitanië en Beieren, die ontevreden zijn over de verbanning van Grifo (zie: 742). Ze verslaan aan de rivier de Lech een Beiers-Allemannisch leger.

### Arabische Rijk
- Kalief Hisham overlijdt aan difterie na een regeerperiode van 19 jaar. Hij wordt opgevolgd door zijn neef Al-Walid II als heerser van het Omajjaden-kalifaat. Tijdens zijn bewind wordt het kasteel Qasr Mushatta gebouwd.

## Geboren
- Widukind, hertog van de Saksen (overleden 807)

## Overleden
- Eucherius, bisschop van Orléans (of 738)
- Hisham (52), Arabisch kalief
- Luitfried, hertog van de Elzas (waarschijnlijke datum)
- Withburga, Angelsaksisch abdis (waarschijnlijke datum)